# Hanya Yanagihara
Hanya Yanagihara (Los Angeles, 20 september 1974) is een Amerikaans schrijfster van Hawaiiaanse afkomst.

## Leven en werk
Yanagihara's vader was een oncoloog en werd geboren op Hawaï, maar had Japanse roots, haar moeder werd geboren in Seoel. Geboren in Los Angeles studeerde ze in Hawaï. Later werkte ze als redactrice en journaliste voor onder andere reistijdschriften alsook de The New York Times.
In 2013 verscheen Yanagihara's eerste roman, The People in the Trees (Nederlandse vertaling: Notities uit de jungle), deels gebaseerd op het leven van viroloog en Nobelprijswinnaar Daniel Carleton Gajdusek.

#### A Little Life
Yanagihara's tweede roman uit 2015, A Little Life (Nederlandse vertaling: Een klein leven, uitgegeven door Nieuw Amsterdam) werd een internationale bestseller. Het is een soort van "coming-of-age" roman over vier op hun eigen terrein bijzonder begaafde vrienden: de jurist Jude, acteur Willem, architect Malcolm en kunstschilder JB. Ze worden vanaf hun studietijd gevolgd tot voorbij hun vijftigste levensjaar. Meest centraal staat Jude, die een verleden van zwaar seksueel misbruik met zich meedraagt en zowel fysiek als psychisch ernstige problemen heeft (automutilatie, suïcidaliteit). Vriendschappen, ook met zijn vroegere docent Harold (die hem zelfs adopteert) en vertrouwensarts Andy, houden hem overeind.
Als zijn vriendschap met Willem vervolgens evolueert in een diepere relatie gaat het op een betrekkelijke wijze wat beter met hem. Wanneer Willem echter na een auto-ongeluk, samen met Malcolm, komt te overlijden, weet hij hier psychisch niet meer van te herstellen en beneemt hij zich het leven.
A Little Life werd in 2015 genomineerd voor de Man Booker Prize en de National Book Award.
In 2018 werd een toneelbewerking van A Little Life onder regie van Ivo van Hove op de planken gebracht.

#### Citaten uitEen klein leven
- "Relaties bieden je nooit alles. Ze bieden slechts een paar dingen. Denk eens aan alles wat je van een partner kunt verlangen, laten we eens zeggen, seksuele chemie, een goed gesprek kunnen voeren, financiële zekerheid, intellectuele compatibiliteit, aardig zijn, loyaliteit, en pik er dan eens drie uit. De rest moet je elders zoeken".
- "Wat is geluk meer dan een extravagantie, een staat die onmogelijk te handhaven is, deels omdat je het zo moeilijk kunt definiëren".
- "Zijn keuze om door te leven maakte hij nooit omwille van zichzelf, maar altijd omwille van anderen".

## Bestseller 60
| Boeken met noteringen in de Nederlandse Bestseller 60 | Jaar van verschijnen | Datum van binnenkomst | Hoogste positie | Aantal weken | Opmerkingen |
| ----------------------------------------------------- | -------------------- | --------------------- | --------------- | ------------ | ----------- |
| Een klein leven                                       | 2016                 | 02-02-2016            | 3               | 56           |             |
| Naar het paradijs                                     | 2022                 | 19-01-2022            | 4               | 13           |             |

## Broninformatie
- Informatie bij de eerste versie van het lemma werd deels ontleend aan de Duitse en Engelse Wikipagina.

- Bibsys: 15043174
- Biblioteca Nacional de España: XX5643413
- Bibliothèque nationale de France: cb16978744g (data)
- Catàleg d'autoritats de noms i títols de Catalunya: 981058598313006706
- CiNii: DA19625354
- Gemeinsame Normdatei: 1076098886
- International Standard Name Identifier: 0000 0000 3868 3012
- Library of Congress Control Number: nb2001075052
- Nationale Bibliotheek van Letland: 000304437
- MusicBrainz: d1031495-0132-4f8d-be42-ad1948f37e62
- Bibliotheek van het Japanse parlement: 001244063
- Nationale Bibliotheek van Tsjechië: pna2016903217
- Nationale Bibliotheek van Israël: 987007404957205171
- Nederlandse Thesaurus van Auteursnamen: 37145333X
- LIBRIS: 401482
- Système universitaire de documentation: 179891448
- Virtual International Authority File: 37146634453341931978
- WorldCat: E39PBJm4MDFd8QJMTqP3c9mfMP